# Roberts Pike
Roberts Pike är en bergstopp i Antarktis. Den ligger i Östantarktis. Australien gör anspråk på området. Toppen på Roberts Pike är 1 630 meter över havet, eller 207 meter över den omgivande terrängen. Bredden vid basen är 5,8 km.
Terrängen runt Roberts Pike är huvudsakligen kuperad. Trakten är obefolkad. Det finns inga samhällen i närheten. 